# Ballets de Monte-Carlo

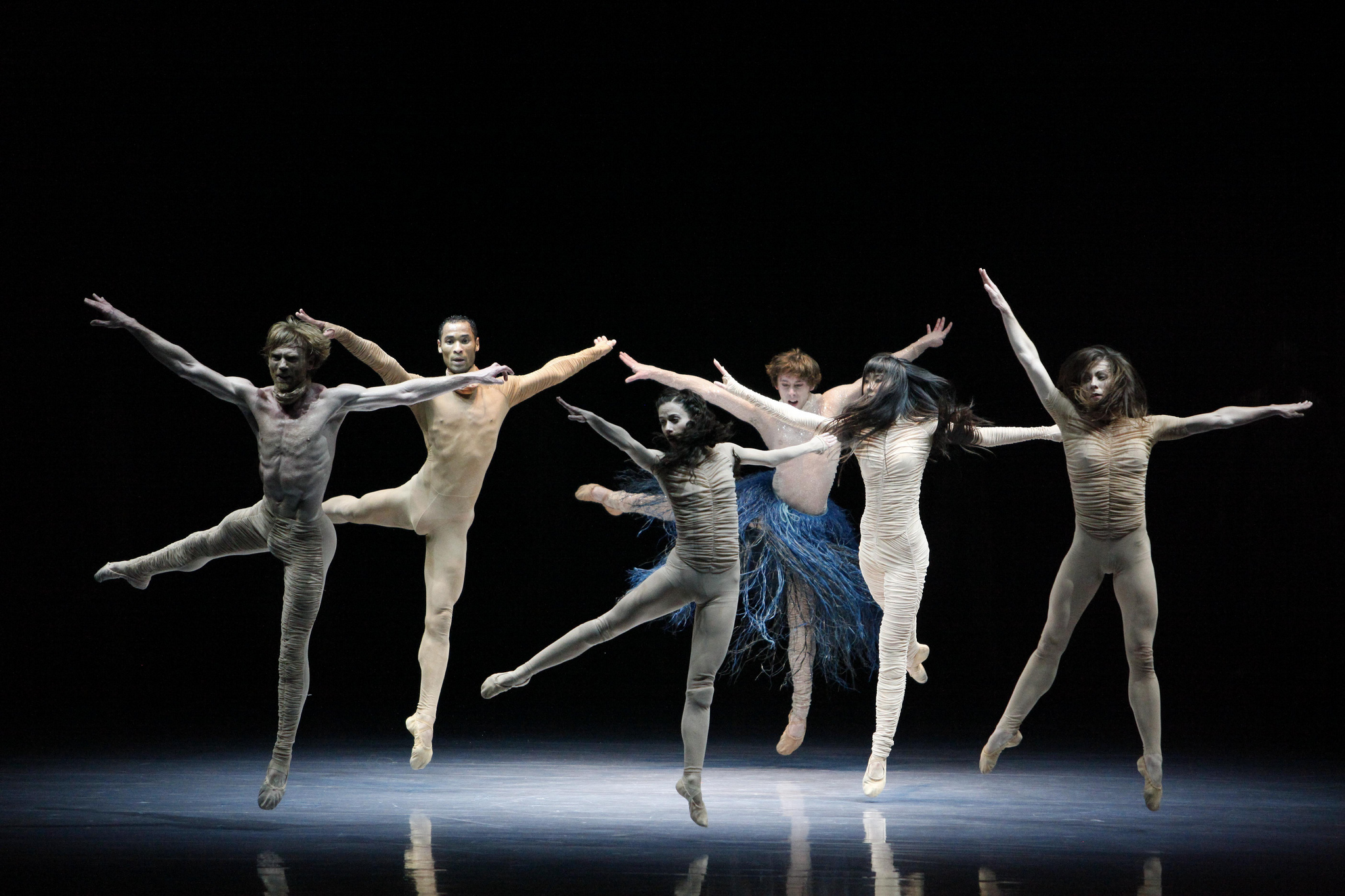
Ballets de Monte-Carlo durante una actuación

Los Ballets de Monte-Carlo son la compañía de ballet de la Ópera de Montecarlo, refundada en 1985 por Su Alteza Real la Princesa de Hannover, de conformidad con los deseos de su madre, la Princesa Grace de Mónaco. 

## Historia
Esta compañía se sitúa en la tradición del Ballet de Monte-Carlo fundado por el empresario francés René Blum en 1936 al escindirse los Ballets Russes de Monte-Carlo que había creado  en colaboración con el Coronel de Basil (Vassili Grigorievitch Voskressenski) en 1932. El Ballet de Monte-Carlo bajo la dirección de René Blum actuó en París y en Londres y viajó a los Estados Unidos.
La primera actuación del Ballet de Montecarlo actual tuvo lugar el 21 de diciembre de 1985. Dirigida por Ghislaine Thesmar y Pierre Lacotte, bailarines estrella de la Ópera de París, la compañía actúa en el escenario de la Salle Garnier de la Ópera de Montecarlo. Su repertorio incluye obras de los Ballets Rusos de Diaghilev y piezas contemporáneas de coreógrafos como Kevin Haigen, Clifford John, Jean-Christophe Maillot, Amán Dieter, Uwe Scholz, entre otros. En 1989, Jean Yves Esquerre se convierte en director artístico, tras la salida de Ghislaine Thesmar y Pierre Lacotte un año antes.
En 1992, Jean-Christophe Maillot se unió al Ballet de Montecarlo, primero como asesor artístico. Luego fue ascendido oficialmente al rango de director y coreógrafo en septiembre de 1993. Cuatro años más tarde, gracias a su visión y su energía, el Ballet de Montecarlo abandonó el edificio que había sido su hogar histórico, ya demasiado pequeño, y se mudó a su propio centro de danza: L'Atelier. En diciembre de 2000, inauguraron su temporada de ballet por primera vez en el escenario de la Salle des Princes en el nuevo centro de congresos en Mónaco, el Grimaldi Forum. Se trataba de dos puntos de inflexión en la historia moderna del Ballet de Monte-Carlo, y el comienzo de una era nueva danza en Mónaco.